# 夸约勒
夸约勒（法語：Coyolles）是法国上法兰西大区埃纳省的一个市镇，位于该省西南部，属于苏瓦松区。该市镇总面积为 24.55平方公里，2009年时的人口为344人。

## 人口
夸约勒人口变化图示
| 数据来源：INSEE |